# سوسانا خیمنس
سوسانا خیمنس (اسپانیایی: Susana Giménez‎؛ زادهٔ ۲۹ ژانویهٔ ۱۹۴۴) بازیگر، مجری، مدل و سرمایه‌دار اهل آرژانتین است. وی بین سال‌های ۱۹۶۸ تا ۲۰۲۱ میلادی فعالیت می‌کرد.
از فیلم‌ها یا برنامه‌های تلویزیونی که وی در آن نقش داشته‌است، می‌توان به تترو و دلیریوم اشاره کرد.